# جاي د. سومنر
جاي د. سومنر (بالإنجليزية: J. D. Sumner)‏ هو كاتب أغاني ومغني وموسيقي أمريكي، ولد في 19 نوفمبر 1924 في ليكلاند في الولايات المتحدة، وتوفي في 16 نوفمبر 1998 في ميرتل بيتش في الولايات المتحدة.

## وصلات خارجية
- جاي د. سومنر على موقع IMDb (الإنجليزية)
- جاي د. سومنر على موقع ميوزك برينز (الإنجليزية)
- جاي د. سومنر على موقع ديسكوغز (الإنجليزية)
- جاي د. سومنر على موقع قاعدة بيانات الفيلم (الإنجليزية)